# Großer Preis von Großbritannien 1971
Der Große Preis von Großbritannien 1971 (offiziell XXIV The Woolmark British Grand Prix) fand am 17. Juli in Silverstone in England statt und war das sechste Rennen der Automobil-Weltmeisterschaft 1971.

## Berichte

### Hintergrund
Am Wochenende vor dem britischen Grand Prix war Pedro Rodríguez bei einem Rennen der Interserie auf dem Norisring tödlich verunglückt. Er wurde bei B.R.M. zunächst nicht ersetzt, sodass nur zwei Werkswagen für den sechsten WM-Lauf gemeldet wurden.
Unterdessen setzte Lotus die Erprobung des turbinengetriebenen Typ 56 fort. Werksfahrer Reine Wisell fuhr den Wagen an diesem Wochenende, während sein angestammter Lotus 72 von Dave Charlton übernommen wurde.
McLaren und Surtees meldeten jeweils einen dritten Werkswagen für das Rennen, gefahren von Jackie Oliver beziehungsweise Derek Bell. Eine weitere Ergänzung des Feldes bildete Mike Beuttler, der in einem privaten March seinen ersten Grand Prix bestritt.

### Training
Das Training endete ohne große Überraschungen mit Clay Regazzoni auf der Pole-Position neben dem zeitgleichen Jackie Stewart sowie Joseph Siffert in der ersten Startreihe vor Emerson Fittipaldi und Ronnie Peterson in Reihe zwei.

### Rennen

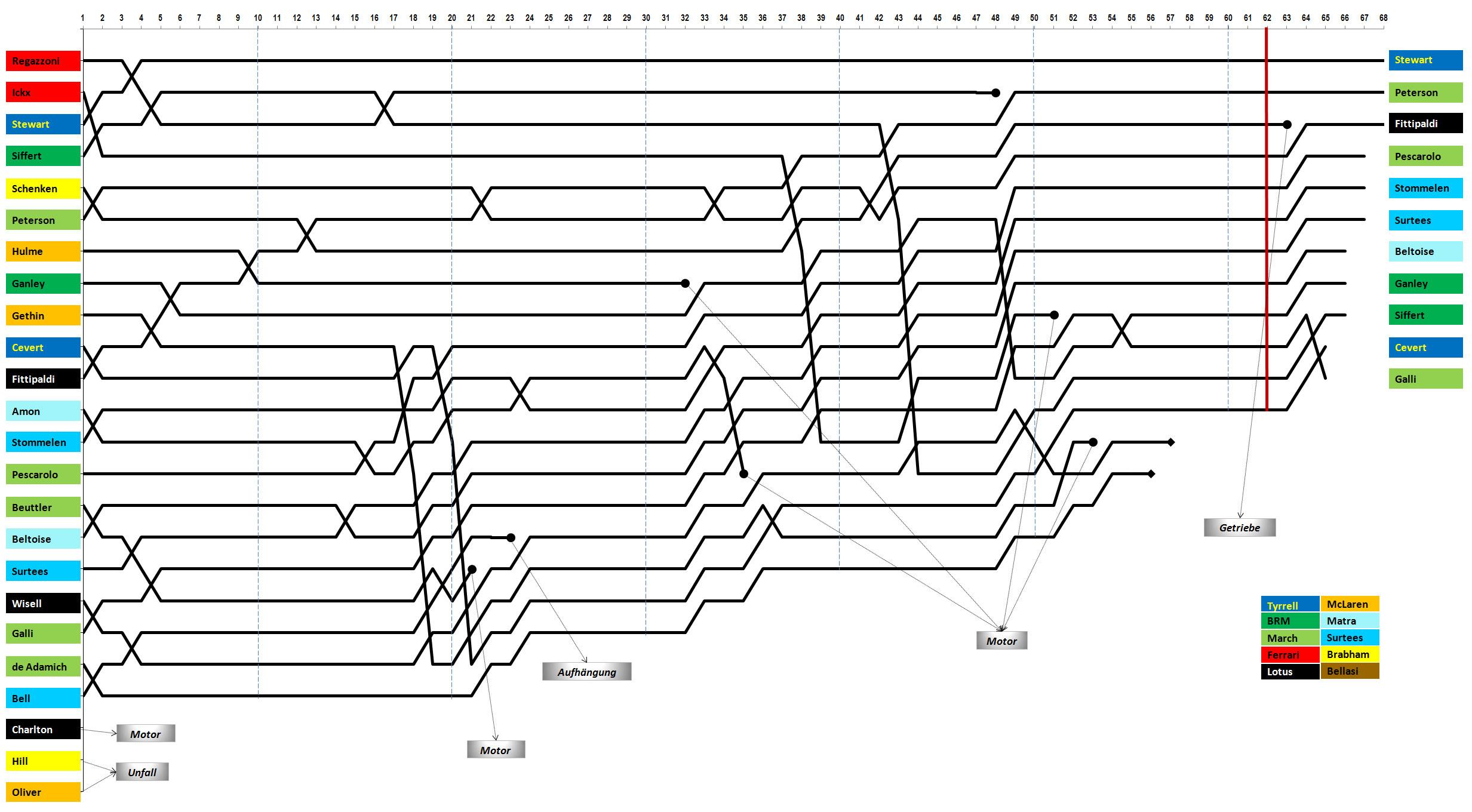
Rennverlauf

Kurz nach dem Start kollidierten im hinteren Teil des Feldes Graham Hill und Oliver. Für beide bedeutete dies bereits das Ende des Rennens, während vorn die beiden Ferrari von Regazzoni und dem aus der dritten Reihe gestarteten Jacky Ickx die Führung übernahmen.
In der zweiten Runde konnten Stewart und Siffert jeweils Ickx überholen. In Runde vier überholte Stewart auch Regazzoni und ging in Führung. Während er sich dort bereits einen Vorsprung herausfahren konnte, ging auch Siffert an Regazzoni vorbei. Die dadurch hergestellte Rangfolge der ersten drei blieb danach über mehrere Runden konstant. Für das meiste Aufsehen sorgte unterdessen Fittipaldi, der sich nach einem schlechten Start durch das Feld nach vorn kämpfte.
In Runde 17 musste Siffert infolge technischer Schwierigkeiten Regazzoni wehrlos den zweiten Platz überlassen. Der bis dahin viertplatzierte Ickx steuerte in Runde 37 wegen Motorproblemen die Box an und gab einige Runden später auf. Da auch Siffert immer weiter zurückfiel, nahm Peterson die dritte Position ein.
Nachdem mit Regazzoni in Runde 48 auch der zweite Ferrari ausgeschieden war, nahm Peterson den zweiten Platz ein, gefolgt von Tim Schenken und Fittipaldi.
Wenige Runden vor Schluss musste Schenken mit Getriebeproblemen aufgeben, wurde aber wegen der zurückgelegten Distanz noch als Zwölfter gewertet. Der dritte Platz ging zum zweiten Mal in Folge an Fittipaldi.
Henri Pescarolo erzielte als Vierter seine ersten WM-Punkte in dieser Saison. Die beiden Surtees-Stammfahrer John Surtees und Rolf Stommelen erreichten ebenfalls die Punkteränge.

## Meldeliste
| Team                           | Nr. | Fahrer               | Chassis       | Motor                     | Reifen |
| ------------------------------ | --- | -------------------- | ------------- | ------------------------- | ------ |
| Gold Leaf Team Lotus           | 01  | Emerson Fittipaldi   | Lotus 72D     | Ford Cosworth DFV 3.0 V8  | F      |
| Gold Leaf Team Lotus           | 02  | Dave Charlton        | Lotus 72D     | Ford Cosworth DFV 3.0 V8  | F      |
| Gold Leaf Team Lotus           | 03  | Reine Wisell         | Lotus 56B     | Pratt & Whitney STN76 tbn | F      |
| Scuderia Ferrari SpA SEFAC     | 04  | Jacky Ickx           | Ferrari 312B2 | Ferrari 001/1 3.0 F12     | F      |
| Scuderia Ferrari SpA SEFAC     | 05  | Clay Regazzoni       | Ferrari 312B2 | Ferrari 001/1 3.0 F12     | F      |
| Clarke-Mordaunt-Guthrie Racing | 06  | Mike Beuttler        | March 711     | Ford Cosworth DFV 3.0 V8  | F      |
| Motor Racing Developments      | 07  | Graham Hill          | Brabham BT34  | Ford Cosworth DFV 3.0 V8  | G      |
| Motor Racing Developments      | 08  | Tim Schenken         | Brabham BT33  | Ford Cosworth DFV 3.0 V8  | G      |
| Bruce McLaren Motor Racing     | 09  | Denis Hulme          | McLaren M19A  | Ford Cosworth DFV 3.0 V8  | G      |
| Bruce McLaren Motor Racing     | 10  | Peter Gethin         | McLaren M19A  | Ford Cosworth DFV 3.0 V8  | G      |
| Bruce McLaren Motor Racing     | 11  | Jackie Oliver        | McLaren M14A  | Ford Cosworth DFV 3.0 V8  | G      |
| Elf Team Tyrrell               | 12  | Jackie Stewart       | Tyrrell 003   | Ford Cosworth DFV 3.0 V8  | G      |
| Elf Team Tyrrell               | 14  | François Cevert      | Tyrrell 002   | Ford Cosworth DFV 3.0 V8  | G      |
| Yardley Team B.R.M.            | 16  | Jo Siffert           | BRM P160      | BRM P142 3.0 V12          | F      |
| Yardley Team B.R.M.            | 17  | Howden Ganley        | BRM P153      | BRM P142 3.0 V12          | F      |
| STP March Racing Team          | 18  | Ronnie Peterson      | March 711     | Ford Cosworth DFV 3.0 V8  | F      |
| STP March Racing Team          | 19  | Andrea de Adamich    | March 711     | Alfa Romeo T33 3.0 V8     | F      |
| STP March Racing Team          | 20  | Nanni Galli          | March 711     | Ford Cosworth DFV 3.0 V8  | F      |
| Equipe Matra Sports            | 21  | Chris Amon           | Matra MS120B  | Matra MS71 3.0 V12        | G      |
| Equipe Matra Sports            | 22  | Jean-Pierre Beltoise | Matra MS120B  | Matra MS71 3.0 V12        | G      |
| Rob Walker/Team Surtees        | 23  | John Surtees         | Surtees TS9   | Ford Cosworth DFV 3.0 V8  | F      |
| Auto Motor und Sport           | 24  | Rolf Stommelen       | Surtees TS9   | Ford Cosworth DFV 3.0 V8  | F      |
| Team Surtees                   | 25  | Derek Bell           | Surtees TS7   | Ford Cosworth DFV 3.0 V8  | F      |
| Frank Williams Racing Cars     | 26  | Henri Pescarolo      | March 711     | Ford Cosworth DFV 3.0 V8  | G      |

## Klassifikationen

### Startaufstellung
| Pos. | Fahrer               | Konstrukteur          | Zeit    | Ø-Geschwindigkeit | Start |
| ---- | -------------------- | --------------------- | ------- | ----------------- | ----- |
| 01   | Clay Regazzoni       | Ferrari               | 1:18,1  | 217,152 km/h      | 01    |
| 02   | Jackie Stewart       | Tyrrell-Ford          | 1:18,1  | 217,152 km/h      | 02    |
| 03   | Jo Siffert           | B.R.M.                | 1:18,2  | 216,875 km/h      | 03    |
| 04   | Emerson Fittipaldi   | Lotus-Ford            | 1:18,3  | 216,598 km/h      | 04    |
| 05   | Ronnie Peterson      | March-Ford            | 1:19,0  | 214,678 km/h      | 05    |
| 06   | Jacky Ickx           | Ferrari               | 1:19,5  | 213,328 km/h      | 06    |
| 07   | Tim Schenken         | Brabham-Ford          | 1:19,5  | 213,328 km/h      | 07    |
| 08   | Denis Hulme          | McLaren-Ford          | 1:19,6  | 213,060 km/h      | 08    |
| 09   | Chris Amon           | Matra                 | 1:19,7  | 212,793 km/h      | 09    |
| 10   | François Cevert      | Tyrrell-Ford          | 1:19,8  | 212,526 km/h      | 10    |
| 11   | Howden Ganley        | B.R.M.                | 1:19,84 | 212,420 km/h      | 11    |
| 12   | Rolf Stommelen       | Surtees-Ford          | 1:19,88 | 212,313 km/h      | 12    |
| 13   | Dave Charlton        | Lotus-Ford            | 1:20,05 | 211,863 km/h      | 13    |
| 14   | Peter Gethin         | McLaren-Ford          | 1:20,1  | 211,730 km/h      | 14    |
| 15   | Jean-Pierre Beltoise | Matra                 | 1:20,2  | 211,466 km/h      | 15    |
| 16   | Graham Hill          | Brabham-Ford          | 1:20,3  | 211,203 km/h      | 16    |
| 17   | Henri Pescarolo      | March-Ford            | 1:20,5  | 210,678 km/h      | 17    |
| 18   | John Surtees         | Surtees-Ford          | 1:20,61 | 210,391 km/h      | 18    |
| 19   | Reine Wisell         | Lotus-Pratt & Whitney | 1:20,66 | 210,260 km/h      | 19    |
| 20   | Mike Beuttler        | March-Ford            | 1:20,7  | 210,156 km/h      | 20    |
| 21   | Nanni Galli          | March-Ford            | 1:20,9  | 209,637 km/h      | 21    |
| 22   | Jackie Oliver        | McLaren-Ford          | 1:21,0  | 209,378 km/h      | 22    |
| 23   | Derek Bell           | Surtees-Ford          | 1:22,3  | 206,070 km/h      | 23    |
| 24   | Andrea de Adamich    | March-Alfa Romeo      | 1:23,2  | 203,841 km/h      | 24    |

### Rennen
| Pos. | Fahrer               | Konstrukteur          | Runden | Stopps | Zeit       | Start | Schnellste Runde |
| ---- | -------------------- | --------------------- | ------ | ------ | ---------- | ----- | ---------------- |
| 01   | Jackie Stewart       | Tyrrell-Ford          | 68     | 0      | 1:31:31,5  | 02    | 1:19,9 (45.)     |
| 02   | Ronnie Peterson      | March-Ford            | 68     | 0      | + 36,1     | 05    | 1:20,3           |
| 03   | Emerson Fittipaldi   | Lotus-Ford            | 68     | 0      | + 50,5     | 04    | 1:20,2           |
| 04   | Henri Pescarolo      | March-Ford            | 67     | 0      | + 1 Runde  | 17    | 1:21,1           |
| 05   | Rolf Stommelen       | Surtees-Ford          | 67     | 0      | + 1 Runde  | 12    | 1:21,1           |
| 06   | John Surtees         | Surtees-Ford          | 67     | 0      | + 1 Runde  | 18    | 1:21,0           |
| 07   | Jean-Pierre Beltoise | Matra                 | 66     | 0      | + 2 Runden | 15    | 1:21,3           |
| 08   | Howden Ganley        | B.R.M.                | 66     | 0      | + 2 Runden | 11    | 1:20,0           |
| 09   | Jo Siffert           | B.R.M.                | 66     | 1      | + 2 Runden | 03    | 1:20,1           |
| 10   | François Cevert      | Tyrrell-Ford          | 65     | 0      | + 3 Runden | 10    | 1:20,9           |
| 11   | Nanni Galli          | March-Ford            | 65     | 0      | + 3 Runden | 21    | 1:22,3           |
| 12   | Tim Schenken         | Brabham-Ford          | 63     | 0      | DNF        | 07    | 1:20,2           |
| –    | Reine Wisell         | Lotus-Pratt & Whitney | 57     | 0      | NC         | 19    | 1:22,6           |
| –    | Andrea de Adamich    | March-Alfa Romeo      | 56     | 0      | NC         | 24    | 1:24,4           |
| –    | Peter Gethin         | McLaren-Ford          | 53     | 0      | DNF        | 14    | 1:21,5           |
| –    | Jacky Ickx           | Ferrari               | 51     | 1      | DNF        | 06    | 1:20,2           |
| –    | Clay Regazzoni       | Ferrari               | 48     | 0      | DNF        | 01    | 1:20,1           |
| –    | Chris Amon           | Matra                 | 35     | 0      | DNF        | 09    | 1:20,8           |
| –    | Denis Hulme          | McLaren-Ford          | 32     | 0      | DNF        | 08    | 1:20,9           |
| –    | Derek Bell           | Surtees-Ford          | 23     | 0      | DNF        | 23    | 1:22,4           |
| –    | Mike Beuttler        | March-Ford            | 21     | 0      | DNF        | 20    | 1:22,7           |
| –    | Dave Charlton        | Lotus-Ford            | 1      | 0      | DNF        | 13    | 1:53,0           |
| –    | Graham Hill          | Brabham-Ford          | 0      | 0      | DNF        | 22    | –                |
| –    | Jackie Oliver        | McLaren-Ford          | 0      | 0      | DNF        | 16    | –                |

## WM-Stände nach dem Rennen
Die ersten sechs des Rennens bekamen 9, 6, 4, 3, 2, 1 Punkt(e). Die besten fünf Ergebnisse der ersten sechs Rennen und die besten vier der letzten fünf Rennen zählten zur Meisterschaft. In der Konstrukteurswertung zählten dabei nur die Punkte des bestplatzierten Fahrers eines Teams.

### Fahrerwertung
| Pos. | Fahrer               | Konstrukteur                       | Punkte |
| ---- | -------------------- | ---------------------------------- | ------ |
| 01   | Jackie Stewart       | Tyrrell-Ford                       | 42     |
| 02   | Jacky Ickx           | Ferrari                            | 19     |
| 03   | Ronnie Peterson      | March-Ford                         | 15     |
| 04   | Emerson Fittipaldi   | Lotus-Ford                         | 10     |
| 05   | Mario Andretti       | Ferrari                            | 9      |
| 06   | Pedro Rodríguez †    | B.R.M.                             | 9      |
| 07   | Clay Regazzoni       | Ferrari                            | 8      |
| 08   | Chris Amon           | Matra                              | 8      |
| 09   | François Cevert      | Tyrrell-Ford                       | 6      |
| 10   | Denis Hulme          | McLaren-Ford                       | 6      |
| 11   | Joseph Siffert       | B.R.M.                             | 4      |
| 12   | Reine Wisell         | Lotus-Pratt & Whitney / Lotus-Ford | 4      |
| 13   | Henri Pescarolo      | March-Ford                         | 3      |
| 14   | Rolf Stommelen       | Surtees-Ford                       | 3      |
| 15   | John Surtees         | Surtees-Ford                       | 3      |
| 16   | Jean-Pierre Beltoise | Matra                              | 1      |
| 17   | Howden Ganley        | B.R.M.                             | 0      |
| 18   | Brian Redman         | Surtees-Ford                       | 0      |

| Pos. | Fahrer            | Konstrukteur              | Punkte |
| ---- | ----------------- | ------------------------- | ------ |
| 19   | Gijs van Lennep   | Surtees-Ford              | 0      |
| 20   | Graham Hill       | Brabham-Ford              | 0      |
| 21   | Peter Gethin      | McLaren-Ford              | 0      |
| 22   | Tim Schenken      | Brabham-Ford              | 0      |
| 23   | Nanni Galli       | March-Alfa Romeo          | 0      |
| 24   | Andrea de Adamich | March-Alfa Romeo          | 0      |
| 25   | François Mazet    | March-Ford                | 0      |
| –    | Dave Charlton     | Lotus-Ford / Brabham-Ford | 0      |
| –    | John Love         | March-Ford                | 0      |
| –    | Jackie Pretorius  | Brabham-Ford              | 0      |
| –    | Joakim Bonnier    | McLaren-Ford              | 0      |
| –    | Àlex Soler-Roig   | March-Ford                | 0      |
| –    | Skip Barber       | March-Ford                | 0      |
| –    | Dave Walker       | Lotus-Pratt & Whitney     | 0      |
| –    | Max Jean          | March-Ford                | 0      |
| –    | Derek Bell        | Surtees-Ford              | 0      |
| –    | Mike Beuttler     | March-Ford                | 0      |
| –    | Jackie Oliver     | McLaren-Ford              | 0      |

### Konstrukteurswertung
| Pos. | Konstrukteur | Punkte |
| ---- | ------------ | ------ |
| 01   | Tyrrell-Ford | 42     |
| 02   | Ferrari      | 28     |
| 03   | March-Ford   | 15     |
| 04   | Lotus-Ford   | 13     |
| 05   | B.R.M.       | 12     |

| Pos. | Konstrukteur     | Punkte |
| ---- | ---------------- | ------ |
| 06   | Matra            | 8      |
| 07   | McLaren-Ford     | 6      |
| 08   | Surtees-Ford     | 5      |
| 09   | Brabham-Ford     | 0      |
| 10   | March-Alfa Romeo | 0      |